# 柳澤大空
柳澤 大空（やなぎさわ おおぞら、2003年5月31日 - ）は、神奈川県横浜市出身の元プロ野球選手（外野手）。右投右打。NPBでは育成選手であった。

## 経歴

### プロ入り前
横浜市立大門小学校ではリトルジャイアンツに所属し、横浜市立瀬谷中学校では瀬谷シニアに所属した。
日大藤沢高校進学後、2年秋にレギュラーに定着。3年春の神奈川県大会の準決勝では、春の甲子園大会を制した東海大相模高校に敗れたものの、2本塁打を放った。夏の神奈川県大会では準々決勝で横浜創学館高校に敗れ、甲子園には届かなかった。野球部には1学年先輩に牧原巧汰がいる。
2021年10月11日に行われたプロ野球ドラフト会議で東北楽天ゴールデンイーグルスから育成2巡目で指名を受け、支度金300万円、年俸250万円（金額は推定）という条件で入団した。背番号は142。

### プロ入り後
プロ3年間で支配下登録をされることなく、2024年限りで戦力外通告を受けた。同年11月29日に球団より同年限りでの現役引退が発表された。

### 現役引退後
引退後の翌2025年からは、楽天のアカデミーコーチに就任。

## 詳細情報

### 年度別打撃成績
- 一軍公式戦出場なし

### 背番号
- 142（2022年 - 2024年）